# Saríf Iszmáíl
Saríf Iszmáíl (Kairó, 1955. július 6. – Kairó, 2023. február 4.) egyiptomi politikus, miniszterelnök (2015–2018).

## Életútja
Gépészmérnökként tanult és 1978-ban szerzett diplomát. Állami petrolkémiai és földgázipari cégeknél töltött be vezetői posztokat. A 2002-ben alapított egyiptomi petrolkémiai holding (ECHEM) ügyvezető alelnöke, majd elnöke volt.
2015 szeptember 12-én nevezték ki miniszterelnöknek. 2016-ban gazdasági válság következett be, amikor az egyiptomi font erősen gyengült. Ismailnak ezután szigorú gazdasági reformokat kellett végrehajtania.
2018. június 5-én benyújtotta lemondását Abdel Fattah el-Sisi egyiptomi elnöknek. Miniszterelnöki posztjáról való lemondását 2018. június 9-én jelentették be.

## Magánélete és halála
Házas volt, két gyereke született. 2017-ben az emésztőrendszerével támadtak egészségügyi problémái. 2023. február 4-én halt meg 67 évesen.